# Harry von Rège
Harry Emil von Rège (né le 20 septembre 1859 à Schneidemühl et mort le 9 février 1929 à Berlin-Friedenau) est un général de division prussien.

## Biographie

### Origine
Il est le fils du lieutenant-colonel prussien Emil von Rège (1816-1881) et de son épouse Charlotte Wilhelmine Antonie, née von Dresky (1828-1895). Son père est élevé le 11 juillet 1865 par le roi Guillaume Ier à la noblesse prussienne héréditaire.

### Carrière militaire
Issu du corps des cadets, Rège est affecté le 12 avril 1879 comme sous-lieutenant au 76e régiment d'infanterie, stationné à Hambourg et Lübeck. Du 1er novembre 1884 au 18 février 1889, il est adjudant du 2e bataillon et officier de justice. Pendant cette période, il est promu premier lieutenant en septembre 1888 et affecté à un cours de formation à la fabrique de fusils de Spandau en février 1891. Lors de la visite de l'Empereur dans la ville libre et hanséatique de Lübeck le 1er avril 1891, il est son officier d'ordonnance. Il reçoit à cet effet un sabre d'honneur qu'il est autorisé à porter à partir du 15 août 1893 par la plus haute approbation. Depuis le 1er octobre 1891, il est adjudant du district de la Landwehr de Brême. Promu capitaine le 13 mars 1884, Rège revient le 15 septembre 1893 et est nommé chef de la 3e compagnie. Du 17 mai au 27 juin 1894, il quitte sa compagnie car il est affecté à un cours d'instruction de l'école de tir de l'infanterie à Wünsdorf. Du 20 au 24 octobre 1895 et du 8 au 13 juillet 1897, il est en mission d'entraînement avec le commandement général du 9e corps d'armée.
Le 1er octobre 1901, Hanno von Dassel (de), commandant du 76e régiment d'infanterie, ordonne à Rège de dresser un tableau des officiers du régiment. Les commandants sont précédés des officiers selon leur date d'entrée en service, des officiers d'état-major titulaires, des commandants de compagnie et des adjudants. En annexe se trouve une liste des officiers morts au régiment et des officiers ayant quitté le régiment avec l'uniforme. La liste est publiée à la date du 1er avril 1902.
Du 4 au 9 août 1902, Rège a été détaché pour une mission d'entraînement tactique des officiers d'état-major de la 17e division d'infanterie. Avec sa promotion du 5 septembre 1904, il est relevé de son commandement et agrégé à son régiment comme major surnuméraire. Il est ensuite transféré le 16 octobre 1906 à Minden dans le 15e régiment d'infanterie (de), où Rège est nommé commandant du 3e bataillon. Il est détaché pour une mission d'entraînement du 7e corps d'armée du 6 au 9 juillet 1909, il est affecté. Il est relevé de ses fonctions de chef de bataillon le 7 avril 1911 et transféré à l'état-major du régiment. Il y est promu lieutenant-colonel le 21 avril 1911. Le 21 janvier 1913, Rège est mis à disposition avec la pension légale et est nommé commandant du district de la Landwehr de Stargard. Dans cette position, Rège reçoit le 27 janvier 1914 le caractère de colonel.
Avec la mobilisation au déclenchement de la Première Guerre mondiale, Rège est réaffecté comme officier de réserve. Il reçoit le commandement du régiment d'infanterie de réserve de Stargard, un régiment dit "d'enfants" en Flandre-Occidentale. Au début de 1915, il reçoit la croix de fer de première classe.

### Famille
Rège se marie le 27 décembre 1888 à l'église Sainte-Marie de Lübeck avec Alice Henriette, sixième enfant du rentier Carl Georg Nölting et sœur de l'épouse du sénateur de Lübeck Julius Vermehren (de) (1868-1947). De ce mariage est née leur fille Harriet Isabel Anneliese Carmen (1903-1984). Elle se marie le 17 octobre 1925 à Berlin avec Martin Wandel (1892–1943).
Après sa mort, Alice épouse Vicco von der Lühe (de).

## Éditions
- Offizier-Stammliste des Infanterie-Regiments Nr. 76. Mauke, Hamburg 1902.
- Stammtafel der Familie von Rège. 1917.

## Décorations
- Ordre de l'Aigle rouge de 4e classe
- Ordre de la Couronne de 4e classe
- Croix hanséatique de Lübeck[7]